# Troupes du génie russe
Les troupes du génie russes (en russe : Инженерные войска Российской Федерации, « troupes du génie de la fédération de Russie » ; abrégé ИВ en russe, qui se transcrit IV) sont une composante des forces terrestres russes, conçues pour effectuer des actions de génie militaire (minage, déminage, destruction, aide au franchissement, retranchement, soutien lors d'un assaut, camouflage, etc.), nécessitant une formation spéciale du personnel et l'utilisation de moyens d'équipement du génie, ainsi que pour endommager les moyens adverses par l'application de munitions du génie.

## Origines

### Époque impériale
L'une des premières unités du génie fondées dans l'Empire russe était la Pososhniye lyudi (en), un nom collectif pour les conscrits de l'armée impériale russe appelés pour le service militaire dans chaque unité sokha (en). À la fin du XVIIe siècle, les premières manœuvres de formation du génie sont réalisées sous le patronage de Pierre Ier. Le jour des forces du génie est reconnu comme le 21 janvier 1701, avec l'ouverture de l'école de l'ordre Pushkar. Les premières écoles d'ingénieurs sont créées : en 1708 à Moscou puis en mars 1719 à Saint-Pétersbourg. La durée des études dans ces écoles varie de 5 à 12 ans. Les troupes impériales du génie ont d'abord participé à la bataille de Poltava, à la guerre patriotique de 1812, à la guerre de Crimée de 1853 à 1856 et à la Première Guerre mondiale.

### Troupes du génie soviétique
Après la révolution de février et la grande révolution socialiste d'octobre 1917, l'armée rouge et la marine soviétique nouvellement formées ont incorporé les unités de sapeurs de l'ancienne armée et marine impériales russes dans sa structure. En 1919, des bataillons de pontonniers et du génie électrique et une brigade de déminage sont créés à temps pour la guerre civile. Dix ans plus tard, les troupes du génie de l'URSS (russe : Инженерные войска СССР) sont en bien meilleure états et disposent d'une bien meilleure organisation. Pendant la Seconde Guerre mondiale, dix armées de sapeurs ont opéré, plus tard réorganisées en brigades. Du milieu des années 1940 aux années 1970, les compagnies d'ingénieurs-sapeurs (ISR) sont situées dans les régiments, les divisions et les armées interarmes de l'armée soviétique. En raison d'erreurs de calcul dans la planification du ministère de la Défense de l'Union soviétique, les autorités rencontrent une pénurie d'unités du génie servant en Afghanistan pendant la guerre soviéto-afghane. En 1986, les troupes du Génie participent à la réponse militaire aux effets biologiques de l'accident de Tchernobyl. Après l'effondrement de l'URSS à la fin de 1991, les troupes du génie sont dissoutes et ses unités composantes sont absorbées par la Russie ainsi que par les forces armées nouvellement formées de nations telles que l'Ukraine, la Biélorussie, le Kazakhstan et l'Arménie.

## Histoire moderne

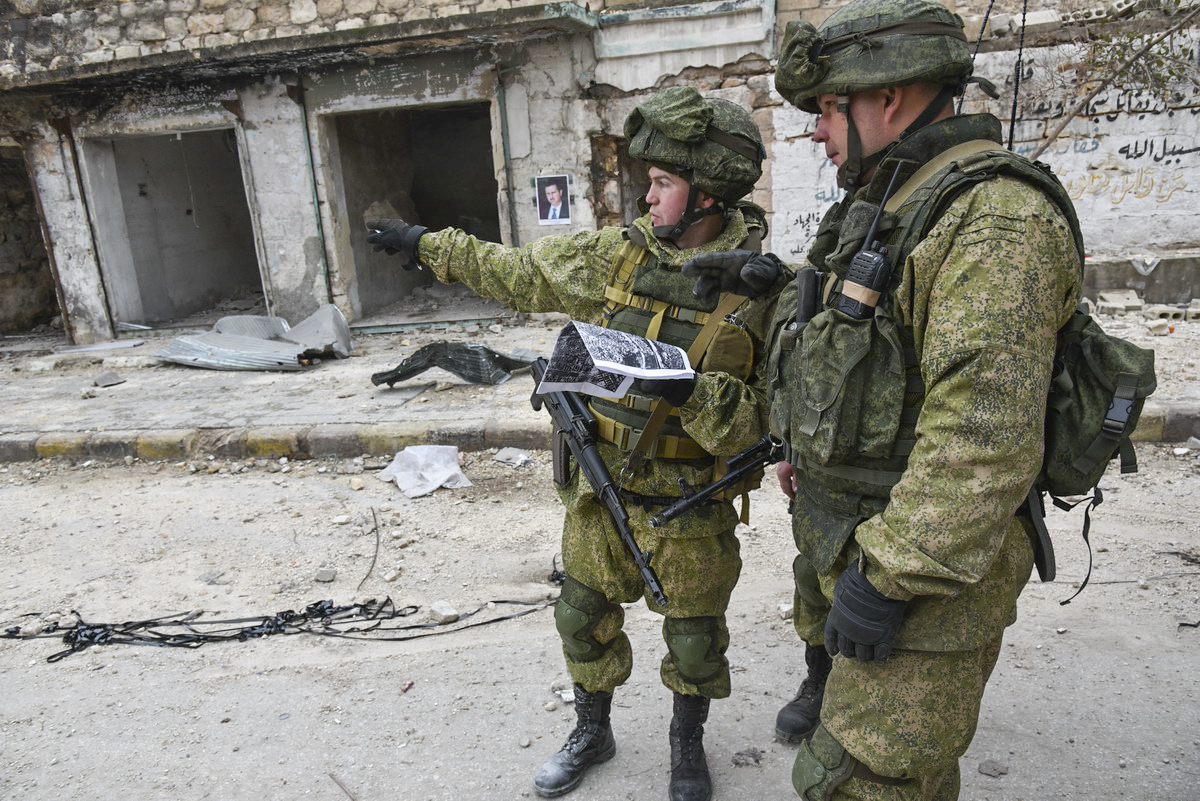
Troupes du génie russe lors d'une opération de déminage à Alep, 18 décembre 2016.

La fête officielle des troupes du génie est établie par décret du président Boris Eltsine le 18 septembre 1996. Par arrêté du ministre de la Défense du 23 septembre 1996, il est prescrit de célébrer la Journée des troupes du génie le 21 janvier de chaque année.
L'unité est engagée lors de l'invasion de l'Ukraine par la Russie en 2022.

## Mission

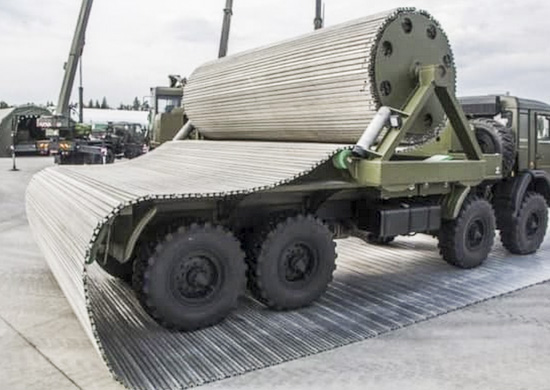
Véhicule d'ingénierie pour la pose de routes temporaires sur la base de KamAZ-63501.

Dans la préparation et la conduite des opérations interarmes (actions de combat), les troupes du Génie accomplissent, entre autres, les tâches suivantes :
- reconnaissance par le génie de l'ennemi, du terrain et des objets ;
- construction (aménagement) de fortifications (tranchées, fossés et tranchées de communication, abris, bunkers, pirogues, etc.) et organisation du déploiement sur le terrain des troupes (résidentiel, logistique, médical) ;
- organisation d'obstacles d'ingénierie, y compris l'installation de champs de mines, la production de dynamitage, l'organisation d'obstacles non explosifs (fossés antichars, escarpements, contrescarpes, piquets, etc.) ;
- dégagement des zones et des installations ;
- préparation et entretien des voies de circulation des troupes ;
- création et entretien de bacs à travers les barrières d'eau, y compris la construction de ponts ;
- extraction et purification de l'eau sur le champ de bataille.

En outre, ils participent à la lutte contre les systèmes de renseignement et au guidage des armes ennemies (camouflage), à la simulation des troupes et des installations, à la désinformation et aux actions démonstratives pour tromper l'ennemi ainsi qu'à éliminer ou réduire les effets des armes de destruction massive ennemies.
En temps de paix, les troupes du génie ont un certain nombre de tâches importantes et socialement significatives : elles nettoient les zones à risque d'explosion, participent à la réponse et à la liquidation des séquelles d'accidents et de catastrophes d'origine humaine, de catastrophes naturelles, etc. Le développement ultérieur des troupes du génie est réalisé en les équipant de moyens d'équipement du génie qualitativement nouveaux, hautement efficaces et polyvalents, construits sur la base d'éléments, de blocs et de modules standardisés, avec une diminution simultanée des échantillons de nomenclature du même type pour le but recherché.

## Structure
Les troupes du génie sont composées de formations, d'unités et de subdivisions à des fins diverses : ingénierie-reconnaissance, ingénierie de terrain, clôtures, franchissement d'obstacles, ingénierie d'assaut et de trafic, ponton, traversée d'assaut, ingénierie de camouflage, technologie-ingénierie, approvisionnement en eau sur le terrain, etc.

### Composition
Chaque district militaire dispose d'une pleine brigade du génie, chaque armée d'un régiment du génie, chaque division d'un bataillon du génie.
- Direction du commandant des troupes du génie (Moscou)
- 1re brigade du génie de la Garde Brestsko-Berlinskaïa (« de Brest et de Berlin », titres honorifiques pour la reprise de la première en juillet 1944 et la conquête de la seconde en avril 1945), unité n° 11105, à Mourom (district militaire ouest) ;
- 11e brigade du génie de la Garde Kingiseppskaïa (« de Kingissepp », pour sa reprise en janvier 1944 lors de l'offensive Léningrad-Novgorod), no 45767, à Kamensk-Chakhtinski (district militaire sud) ;
- 12e brigade du génie de la Garde Kionigsbergsko-Gorodokskaïa (« de Königsberg et de Gorodok », pour la conquête de la première en avril 1945 et la reprise de la seconde en juin 1944), no 63494, à Alkino-2 en Bachkirie (district militaire central) ;
- 14e brigade du génie de la Garde Baranovitchskaïa (« de Baranovitchi », pour sa reprise en juillet 1944), no 30763, à Viatskoïe (district militaire est) ;
- 28e brigade de pontons de la Garde, no 45445, à Mourom ;
- 45e brigade du génie de la Garde Berlinskaïa, no 11361, à Nakhabino dans l'oblast de Moscou (district militaire ouest)[5] ;
- 6e régiment du génie, no 52558, à Rostov Veliki dans l'oblast de Iaroslavl[6] (1re armée) ;
- 16e régiment du génie, à Bogoutchar (20e armée) ;
- 24e régiment du génie, à Kyzyl (41e armée) ;
- 30e régiment du génie, no 31810, à Kerro dans le raïon de Vsevolojsk en Carélie (6e armée) ;
- 31e régiment du génie, no 31777, à Prokhladny (58e armée) ;
- 32e régiment du génie, no 23094, à Afipsky dans le kraï de Krasnodar (49e armée) ;
- 33e régiment du génie, à Volgograd (8e armée) ;
- 35e régiment du génie, à Razdolnoe dans le kraï du Primorié (5e armée) ;
- 39e régiment du génie, à Kizner en Oudmourtie (2e armée) ;
- 40e régiment du génie, no 14330, à Ichim (41e armée) ;
- 45e régiment du génie de camouflage (la maskirovka), no 55591, près de Mourom, signalé à Inzhenernyy fin 2020[7] (dans le district militaire ouest). La formation du régiment s'est achevée en juin 2017 ; capacité de camoufler rapidement les installations clés avec des modèles gonflables de chars, canons, véhicules de combat d'infanterie, missiles antiaériens et autres systèmes d'armes[8].
- Centres de formation :
  - 66e centre interdépartemental de formation méthodologique des troupes du génie, à Nakhabino ;
  - Centre international d'action contre les mines, à Nakhabino ;
  - 187e centre régional interspécifique de formation des troupes du génie, à Voljski ;
  - 210e centre régional interspécifique de formation des gardes pour les troupes du génie, à Kstovo ;
- Instituts de recherche :
  - Institut central de recherche et d'essai des troupes du génie (Nakhabino) ;
- Chœur orthodoxe et ensemble des troupes du génie « Pour la foi et la patrie »[9].

## Établissements d'enseignement
- Académie du génie militaire

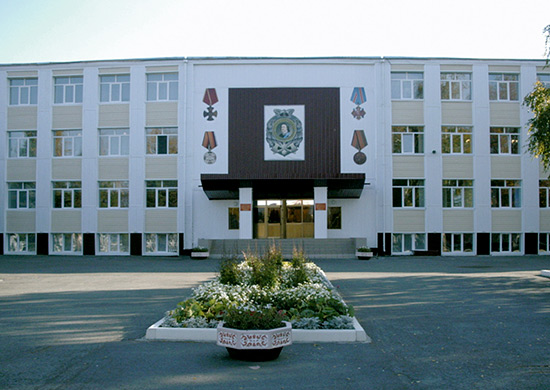
L'école supérieure de commandement du génie militaire de Tioumen.

- Institut militaire (troupes du génie) de l'Académie interarmes des forces armées de la Fédération de Russie
- Génie militaire et Université technique
- École supérieure de commandement du génie militaire de Tioumen nommée d'après le maréchal des troupes du génie Alexeï Prochliakov

## Commandants des troupes du génie

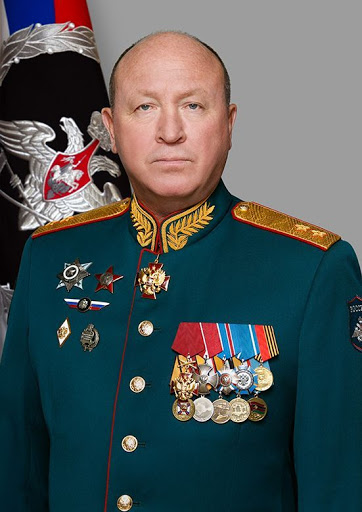
Lieutenant-général Youri Stavitsky.

- Colonel-général Vladimir Kouznetsov (1992-1999)
- Colonel-général Nikolaï Serdtsev (1999-2008)
- Lieutenant-général Youri Balkhovitine (2008-2009)
- Colonel Vladimir Prokopchik (par intérim) (2009-2010)
- Lieutenant-général Youri Stavitsky (depuis juillet 2010)[10]